# PACS

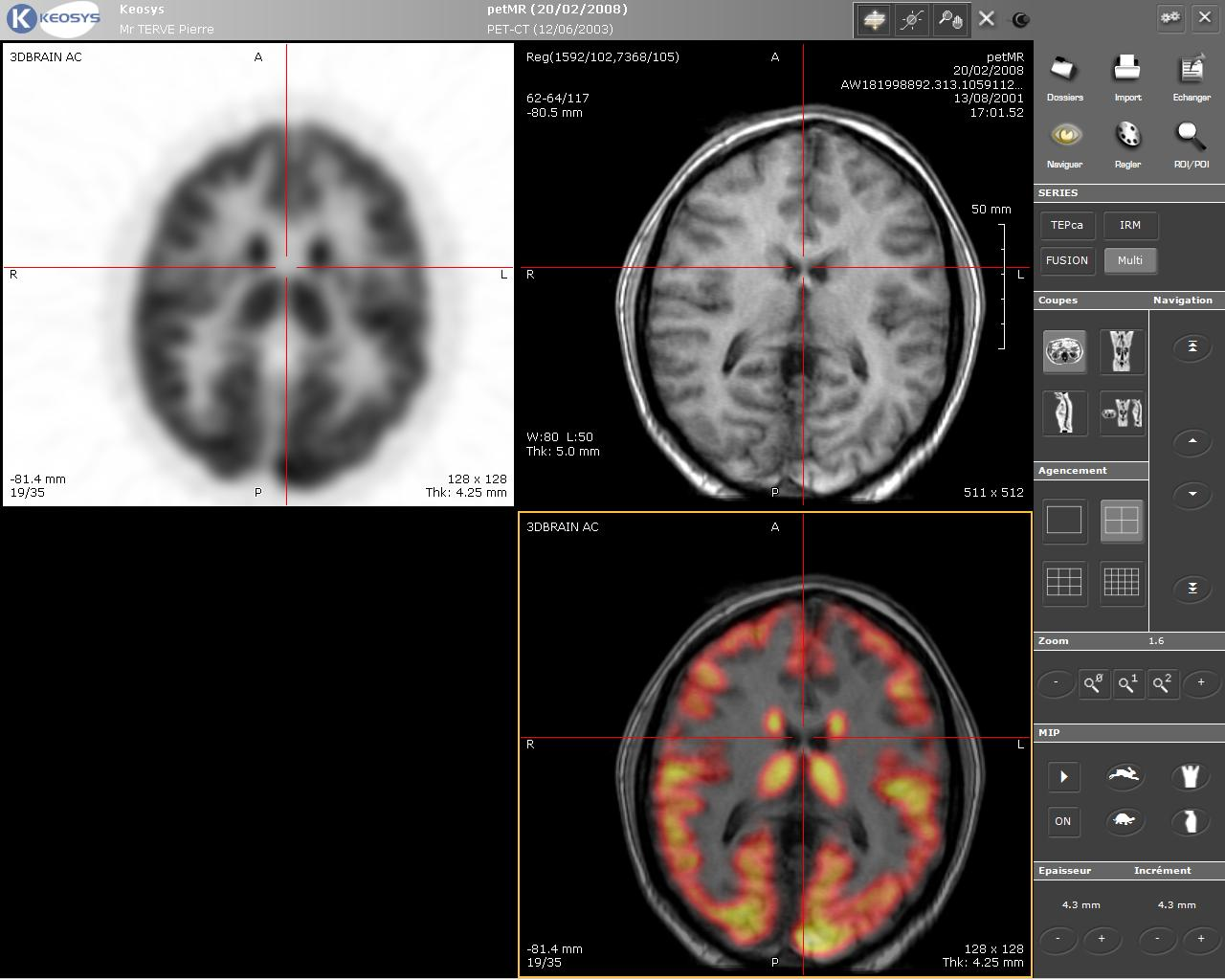
Imatge IRM/PET conservada amb un sistema PACS.

PACS  són les sigles en anglès de Picture Archiving and Communication System (sistema d'arxiu i transmissió d'imatges). Es tracta d'un sistema computacional que permet arxivar digitalment imatges mèdiques (medicina nuclear, tomografia computada, ecografia, mamografia...) i per a la transmissió d'aquestes a estacions de visualització dedicades a través d'una xarxa informàtica. Com la resta de la tecnologia sanitària està regulada a Europa per la directiva 93/42/EEC.

## Descripció
El PACS està completament integrat en el sistema d'informació de radiologia, abreujat com SIR o RIS per Radiology information system en anglès. El PACS recau principalment en el desenvolupament dels registres de pacients. Una carpeta conté els següents documents:.
- El propi arxiu del pacient;
- El registre de medicaments;
- L'expedient administratiu;
- L'índex PACS;